# Villeselve
Villeselve ist eine französische Gemeinde mit 385 Einwohnern (Stand: 1. Januar 2022) im Département Oise in der Region Hauts-de-France (vor 2016 Picardie). Sie gehört zum Kanton Noyon (bis 2015 Guiscard) und zum Gemeindeverband Pays Noyonnais. 

## Geografie
Villeselve liegt im Pays Noyonnais etwa 50 Kilometer nordöstlich von Compiègne. Umgeben wird Villeselve von den Nachbargemeinden Brouchy im Norden, Beaumont-en-Beine im Osten, Guivry im Süden, Guiscard im Südwesten sowie Berlancourt im Westen und Südwesten.

## Bevölkerungsentwicklung
| Jahr                      | 1962 | 1968 | 1975 | 1982 | 1990 | 1999 | 2006 | 2013 |
| ------------------------- | ---- | ---- | ---- | ---- | ---- | ---- | ---- | ---- |
| Einwohner                 | 365  | 325  | 291  | 267  | 306  | 360  | 391  | 373  |
| Quelle: Cassini und INSEE |      |      |      |      |      |      |      |      |

## Sehenswürdigkeiten

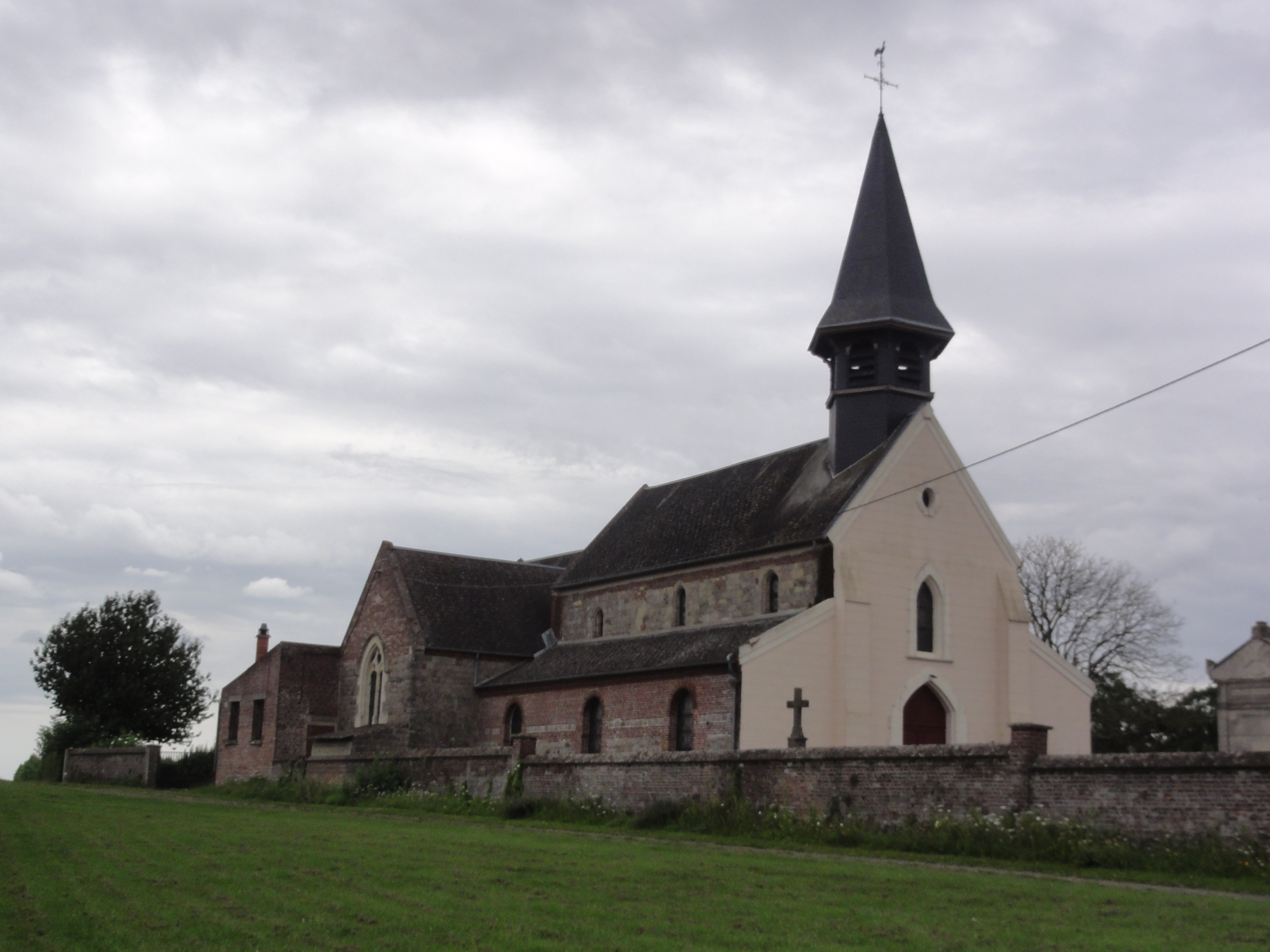
Kirche La Trinité

- Kirche La Trinité